# Ministrante
Il ministrante (dal latino ministrare, "servire") è propriamente un fedele laico uomo (o anche donna, se consentito dal vescovo diocesano) il quale svolge un servizio alla comunità cristiana, ai sacerdoti e ai diaconi durante la liturgia e nelle altre celebrazioni di preghiera. La Costituzione conciliare sulla Sacra Liturgia Sacrosanctum Concilium cita i "ministranti", definendo il loro servizio un "vero ministero liturgico". Si legge infatti: 
(Sacrosanctum Concilium, n. 29)
Siccome tale ruolo è tradizionalmente svolto da ragazzi o giovani, i ministranti erano detti un tempo, e ancora oggi da alcuni ma impropriamente, chierichetti (vezzeggiativo di chierico).
Oltre alla chiesa cattolica ci sono servizi simili nelle chiese ortodosse, nella chiesa anglicana, e in alcune chiese protestanti. 
Il termine "ministrante" è usato nella liturgia anche per indicare un ministro sacro incaricato di svolgere un determinato rito, come ad esempio nelle messe pontificali: il "diacono ministrante" è quello che proclama il Vangelo per distinguerlo dagli altri detti "diaconi assistenti". 

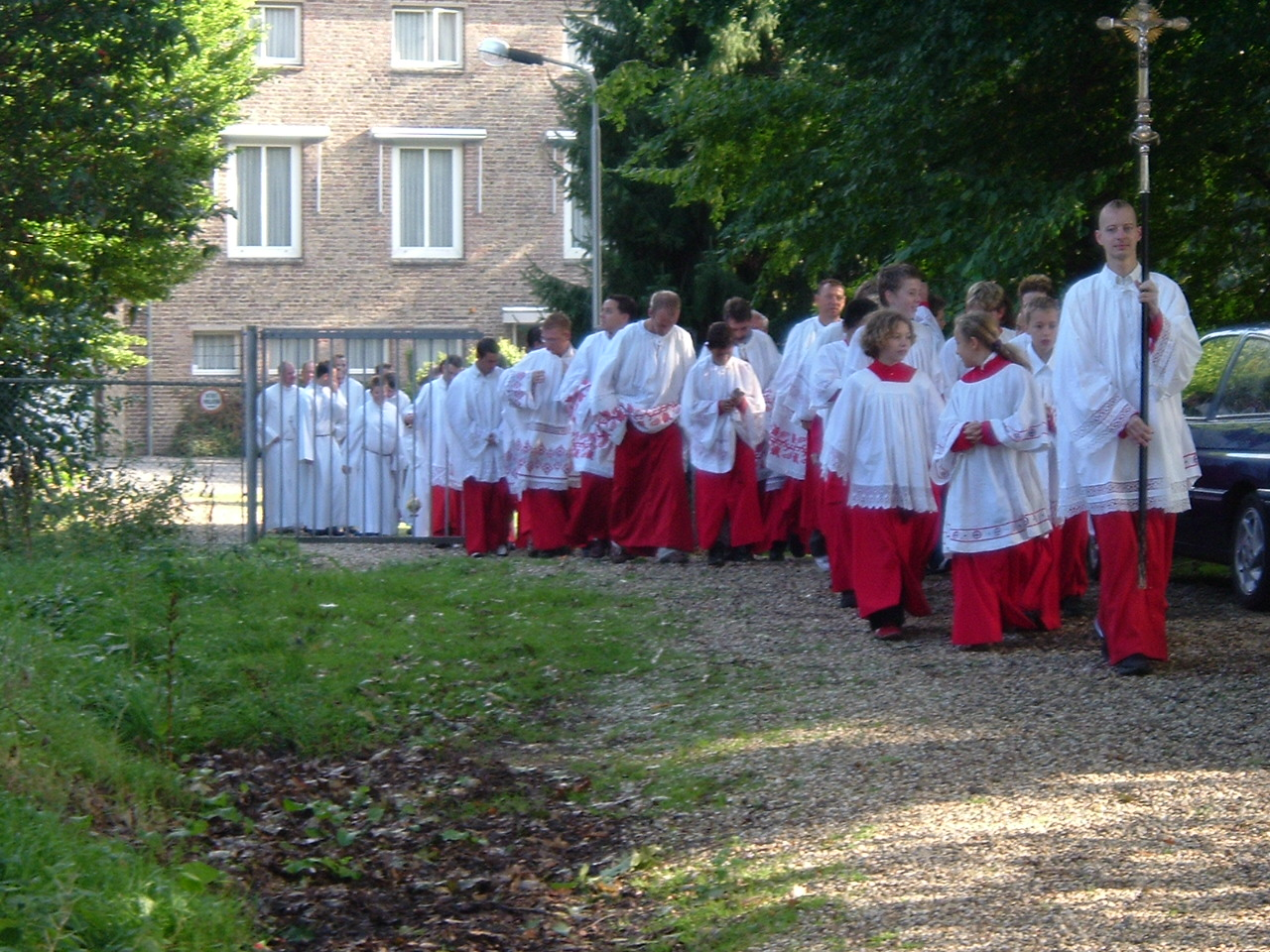
Ministranti

## Aspetto canonico

### Nelle Chiesa latina
A livello giuridico, il servizio del ministrante è legato a quello del ministro istituito (uno dei due ministeri, assieme a quello del lettore) detto accolito, pur non essendo un ministero istituito. La Chiesa cattolica prevede che oltre all'accolito istituito si possa dare anche un ministero di accolito de facto: i fedeli possono svolgere alcune funzioni dell'accolito, e questo è quanto avviene con la funzione svolta dai ministranti (specialmente nella preparazione dei vasi sacri e delle incensazioni, o nell'adempiere a funzioni diverse come cerimoniere liturgico, o nell'assistenza di un vescovo, porgendo mitria e pastorale con la vimpa).

#### "Chierichette"
L'Istruzione Redemptionis sacramentum così si esprime:
(Redemptionis sacramentum, n. 47)
In seguito a questa possibilità è stato introdotto il termine improprio di "chierichette". Nelle diocesi di Treviso e di Milano, per non usare il termine "chierichette", è stato introdotto quello di "ancelle", istituendo così una distinzione tra i maschi e le femmine ministranti, resa visibile spesso anche dall'abito, che per i chierichetti è quello tradizionale (talare e cotta) e per le ancelle una tunica. Queste ultime poi spesso svolgono un servizio liturgico complementare a quello dei chierichetti: accoglienza, offertorio, scambio della pace, distribuzione dei foglietti degli avvisi.
Precedentemente il servizio all'altare era riservato ai maschi. In mancanza di maschi, le donne dovevano rispondere al sacerdote stando fuori dal presbiterio.

### Nelle Chiese orientali
Nella Divina liturgia bizantina delle Chiese ortodosse e cattolica il servizio di assistenza al sacerdote è svolto essenzialmente dal diacono e dai suddiaconi detti anche ipodiaconi (dal greco ὑποδιάκονος). Esistono anche gli equivalenti dei chierichetti, detti con parola greca “papadaki” che significa “pretini” e possono essere solo maschi. Non si concepisce la presenza di molti chierichetti nel santuario (la parte della chiesa corrispondente al presbiterio delle chiese latine), si preferisce che ci siano pochi ministranti adulti, se poi vi sono i chierichetti si preferisce che essi siano guidati da un ministrante adulto, per preservare il raccoglimento che il luogo sacro richiede.
Di solito l’adulto che svolge stabilmente il servizio liturgico viene ordinato suddiacono dal vescovo; sugli altri ministranti, visto che devono accedere al santuario, il vescovo recita la preghiera specifica per chi si dedica al servizio ecclesiastico, poi benedice lo sticario e glielo fa indossare.

## Tipi di servizio
Durante la celebrazione liturgica i ministranti aiutano il celebrante portando le ampolline, il messale, il comunichino (piattino della comunione) e altri oggetti liturgici.
A seconda delle funzioni svolte il ministrante assume i seguenti nomi:
- Turiferario (addetto al turibolo per le incensazioni)
- Navicelliere, naviculario o navettario (addetto alla navicella)
- Secchiellifero (addetto al secchiello dell'acqua benedetta e all'aspersorio)
- Ceroferario (addetto ai candelieri; spesso i ceroferari sono in coppia)
- Crocifero o crucifero (addetto alla croce)
- Caudatario (addetto a sorreggere la mitria e il pastorale del vescovo; esso indossa la vimpa)
- Accolito (si occupa del trasporto delle ampolline, dei libri liturgici e di aiutare il sacerdote, quando necessario)
- Cerimoniere (assiste il sacerdote in quasi ogni azione, girando le pagine del messale, seguendo le azioni del sacerdote o aiutandolo a trasportare e muovere oggetti vicini allo stesso. La sua presenza è facoltativa).

## Compiti

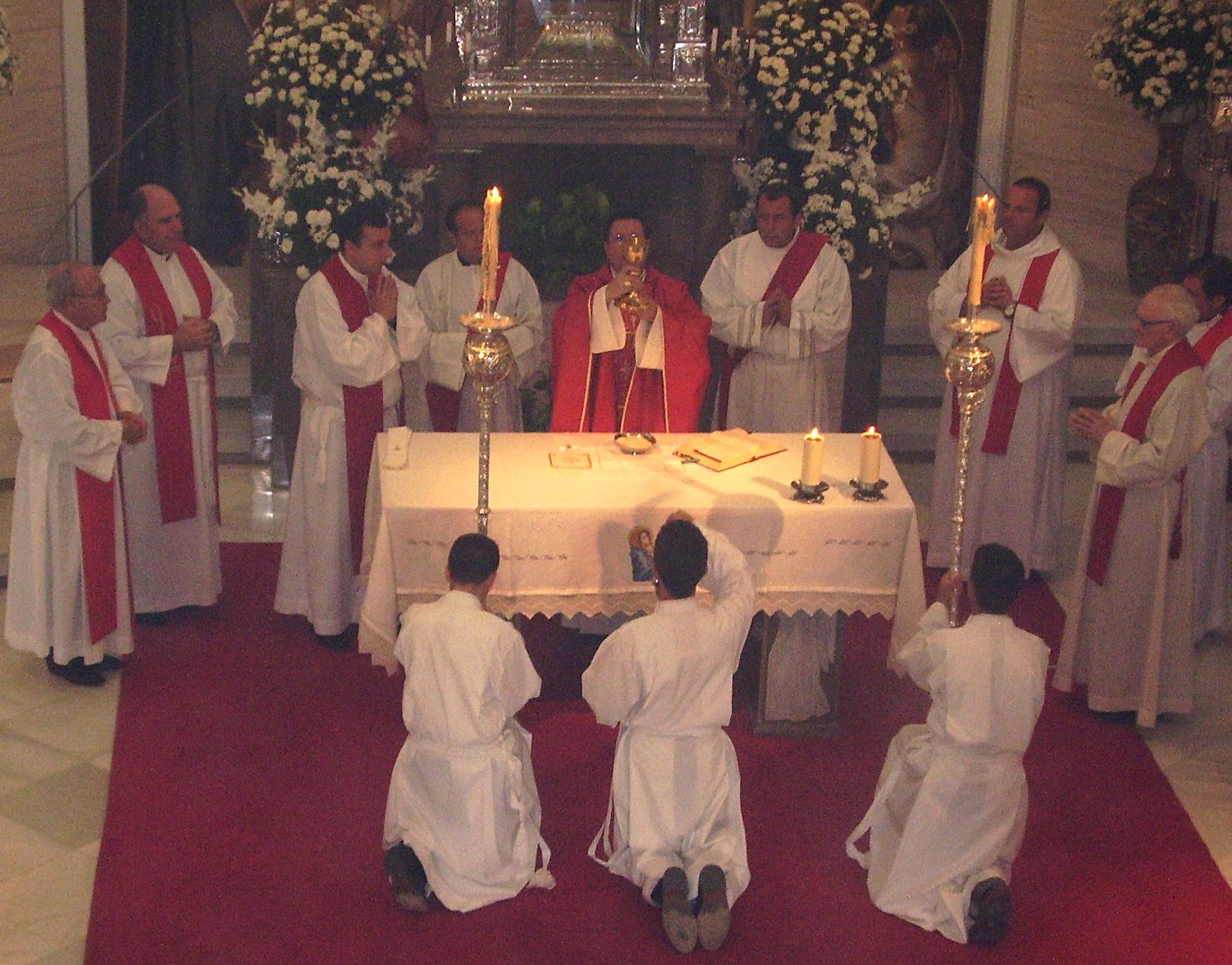
Incensazione all'anamnesi

### Rito romano
Nella Messa secondo il rito romano, i ministranti svolgono le seguenti funzioni, alcune delle quali sono essenziali per ogni celebrazione, altre, come l'uso dell'incenso, caratterizzano le celebrazioni più solenni, secondo criteri di opportunità pastorale.
- Processione d'ingresso: precede il turiferario col turibolo affiancato alla sinistra dal navicelliere con la navicella, segue il crocifero che porta la croce astile, affiancato da due ceroferari che portano i candelieri. Seguono gli altri ministranti e il celebrante.
- Proclamazione del Vangelo: se si usa l'incenso, i ministranti portano turibolo, navicella e candelieri presso l'ambone.
- Offertorio: i ministranti aiutano il celebrante nel ricevere l'offerta dei doni e li collocano sull'altare.
- Preparazione dell'altare e del calice: i ministranti portano all'altare il calice assieme alla patena su cui viene collocata l'ostia, la palla, il corporale, all'occorrenza la pisside o le pissidi con le particole da consacrare insieme all'ostia, che diventeranno il Corpo di Cristo, quindi, le ampolline dell'acqua e del vino, che userà il diacono (se presente) o il celebrante per versare il vino e l'acqua nel calice che diventeranno il Sangue di Cristo. Se si usa l'incenso il celebrante incensa i doni, l'altare e la croce, successivamente, il turiferario incensa il sacerdote e l'assemblea. Il turiferario deve compiere due tocchi di turibolo per parte e inchinarsi prima e dopo di incensare il sacerdote e l'assemblea.
- Lavabo: un ministrante accolito porta la brocca o l'ampollina dell'acqua con la bacinella; l'altro porta il manutergio.
- Anamnesi ("consacrazione"): se si usa l'incenso, sotto l'altare il turiferario porta il turibolo, il navicelliere la navicella, un accolito o lo stesso turiferario incensa le specie eucaristiche all'elevazione, alcuni ceroferari (da due a sei) tengono i ceri, mentre un ministrante suona la campanella per richiamare l'attenzione dei fedeli a quello che sta accadendo.
- Comunione: un ministrante deve tenere il comunichino (piattino) o la tovaglietta sotto il mento dei comunicanti mentre i ministri distribuiscono la Comunione per evitare che le ostie o i loro frammenti cadano a terra.
- Purificazione: un ministrante porge l'ampollina dell'acqua al celebrante o a un concelebrante o al diacono o all'accolito istituito per purificare i vasi sacri; in alternativa è il ministrante stesso a versare l'acqua nel calice. È di massima importanza che il ministrante non venga a contatto con i vasi sacri prima della purificazione.
- Processione finale: il crocifero porta la croce astile, affiancato da due ceroferari con i candelieri.
- Altri compiti possono essere l'accoglienza dei fedeli, la raccolta delle offerte e il suono del campanello oltre che all'ostensione delle specie eucaristiche all'anamnesi, all'inizio del Gloria alla Messa in Caena Domini del giovedì santo e alla Veglia pasquale. Possono inoltre leggere le letture, le antifone in mancanza di lettori e guidare le risposte dei fedeli. Infine in determinate occasioni (come l'aspersione domenicale dei fedeli e alla veglia pasquale, l'aspersione del tumulo nei funerali, la benedizione delle palme e degli ulivi nella domenica delle palme) il secchiellifero regge il secchiello dell'acqua benedetta con l'aspersorio e al momento opportuno, dopo averlo intinto nell'acqua benedetta, lo passa al sacerdote per la benedizione.

### Rito ambrosiano
I compiti dei ministranti nel rito ambrosiano sono analoghi a quelli del rito romano. Una particolarità del rito ambrosiano è la divisione in tre classi, ognuna delle quali avente una funzione durante la messa. Accanto ai ministranti vi è il cerimoniere che li guida.
Esistono tre ordini di chierichetti:
- Da primo: portano il messale e preparano l'altare,
- Da secondo: portano turibolo e navicella,
- Da terzo: portano i cantari e la croce.

### Riti orientali
I ministranti accompagnano il sacerdote: entrando nel santuario normalmente non passano dalla porta reale (la porta centrale dell'iconostasi), ma dalle porte laterali, distribuiscono il pane benedetto o antidoro, nelle processioni liturgiche portano le candele, le croci e le icone.

## Abiti

### Nelle Chiese latine
La norma generale stabilisce che: "gli accoliti, i lettori e gli altri ministri laici possono indossare il camice o un'altra veste legittimamente approvata nella loro regione dalla Conferenza Episcopale" (OGMR, n. 339). In mancanza di disposizioni specifiche, valgono le consuetudini e le eventuali indicazioni dell'ordinario (il vescovo), per cui gli abiti dei ministranti sono molteplici e differenti:

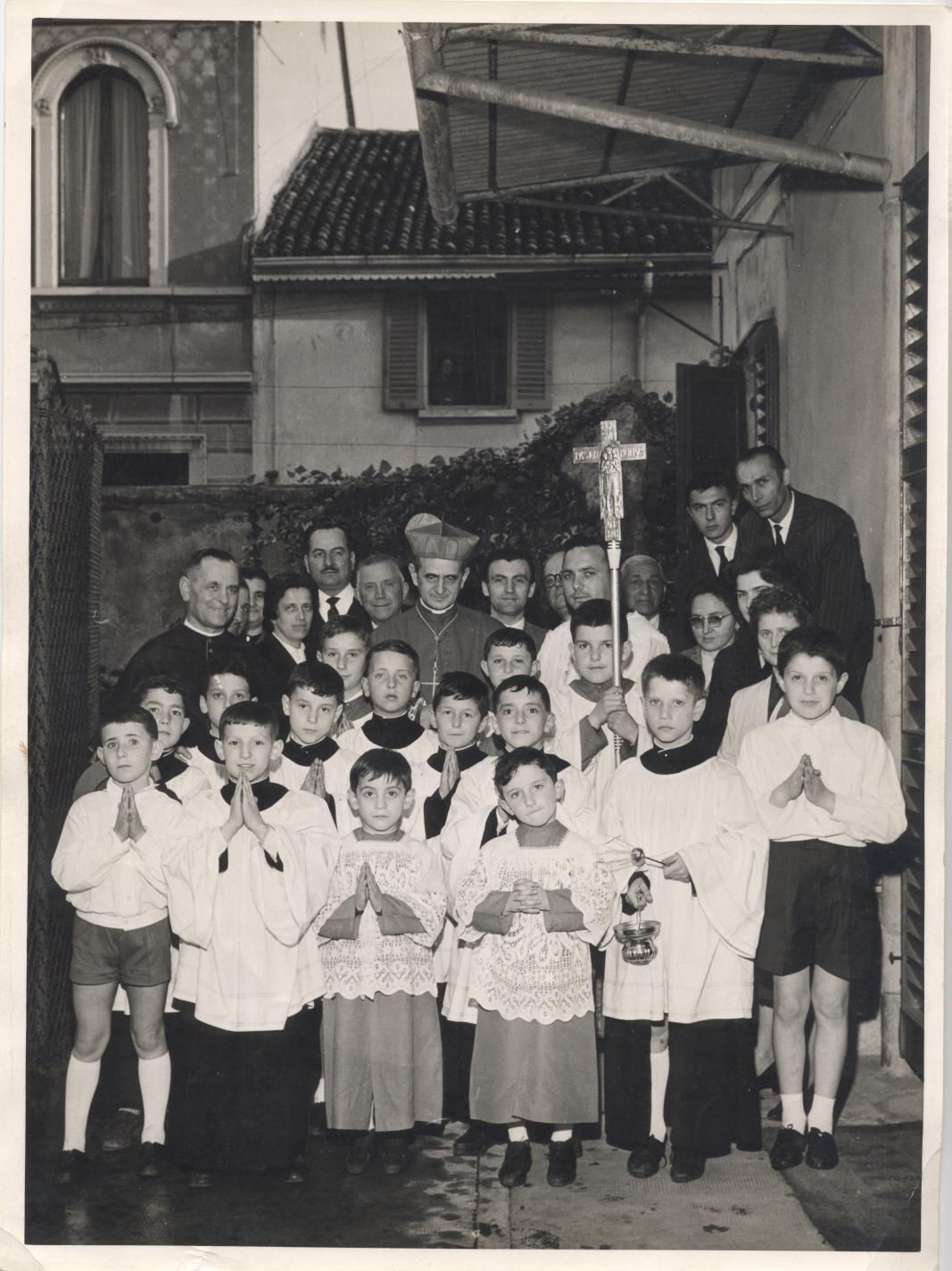
Ministranti con cotta e abito talare di diverso colore

- Abito talare con cotta: la veste talare del ministrante può essere di colore nero o rossa o di altro colore, secondo le usanze locali, mentre la cotta è sempre bianca. Tradizionalmente l'abito talare nero con la cotta è usato dai seminaristi, dai sacrestani o altri adulti che svolgono il servizio di ministrante, ma anche dai ragazzi; la veste rossa è riservata ai ragazzi ed è usata nelle basiliche o anche in molte parrocchie nelle feste. Si possono trovare qua e là altri colori: il bianco avorio in alcuni paesi dell'Asia, il marrone nelle chiese dei francescani, l'azzurro era usato nella basilica di Maria Ausilitatrice di Torino, tutt'ora è in uso la talare azzurra da parte dei ministranti che servono i membri dell’Istituto di Cristo Re e Sommo Sacerdote e il verde nella chiesa arcipretale di Cortina d'Ampezzo.
- Camice (o alba): veste bianca che raggiunge le caviglie; essa può essere di varia fattura, ad esempio può avere il cappuccio o può essere a collo quadro (in questo caso occorre indossare anche l'amitto). L'alba simboleggia il battesimo nel quale tutti riceviamo la veste bianca. Esistono due tipi di alba: quella di tipo monastico, con maniche larghe e cappucci, e quella romana, con il colletto quadro. Il nome alba deriva dal latino albus, che significa bianco. Un tempo era riservata a chi aveva ricevuto almeno l'ordine del suddiaconato.
- Tarcisiana: veste bianca simile al camice, con due strisce rosse verticali che scendono dalle spalle. Prende il nome da uno dei patroni dei chierichetti: san Tarcisio.

### Nelle Chiese orientali
L'abito proprio dei ministranti è lo sticario, una veste liturgica dalla forma di un camice con scollatura a girocollo, nella maggior parte delle volte confezionato in broccato. Per gli accoliti (e i cantori) può essere di vari colori (solitamente oro, bianco e verde) ed è decorato da galloni posti sia davanti sia dietro (due galloni paralleli che vanno dalle spalle ai piedi, uniti orizzontalmente da due galloni più corti.

## I santi patroni

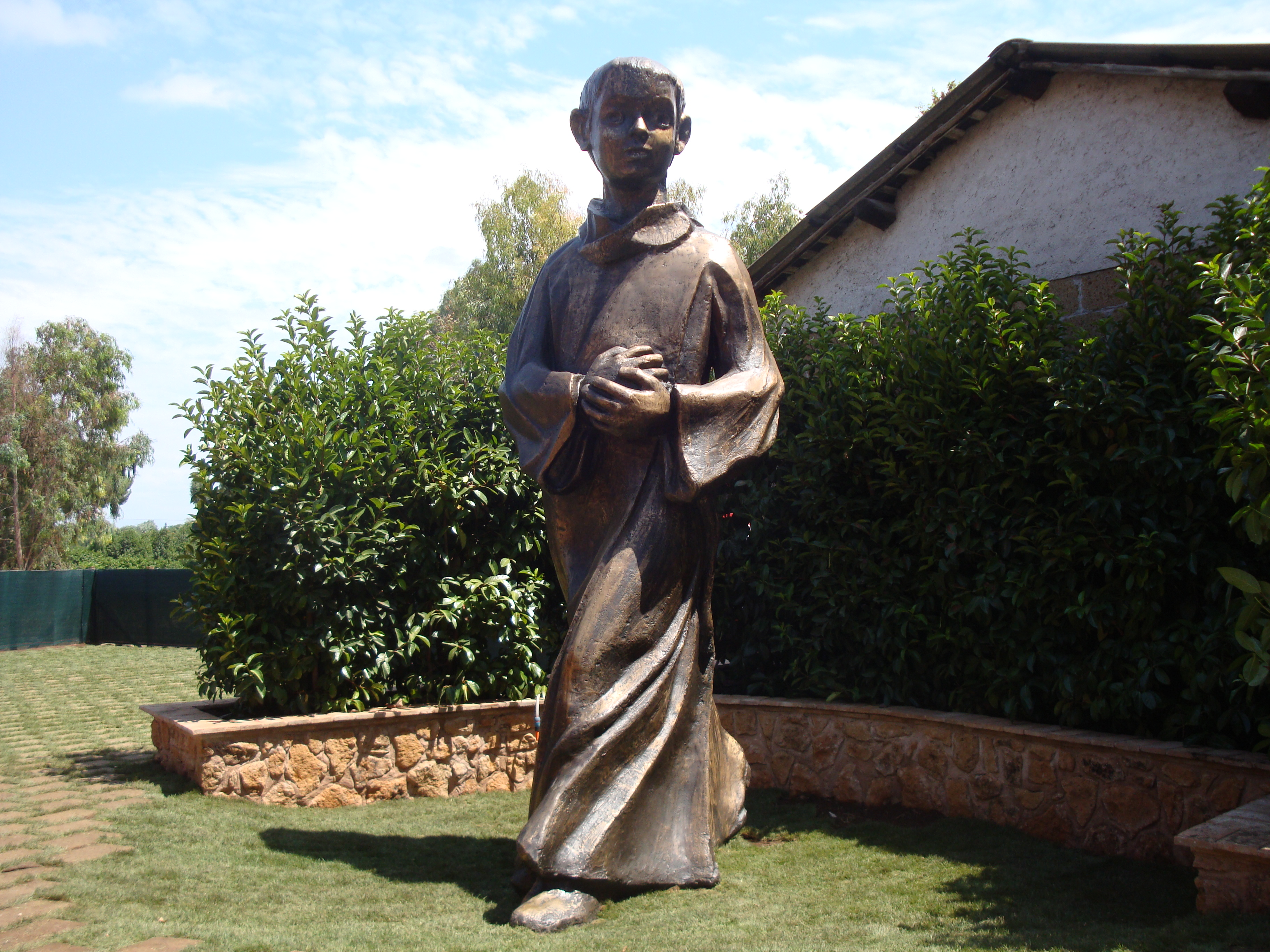
San Tarcisio, patrono dei ministranti

Sono invocati come patroni dei ministranti: san Tarcisio, san Domenico Savio e san Luigi Gonzaga. 
Il santo patrono dei ministranti è san Tarcisio, il protomartire dell'Eucaristia. Era un giovane cristiano di Roma che si offrì per portare l'eucaristia ad alcuni cristiani imprigionati. Egli venne ucciso da alcuni suoi coetanei che insospettiti dal suo non volersi fermare con loro a giocare e da qualcosa che teneva nascosto al petto cominciarono prima a prenderlo in giro, poi a provocarlo, infine, una volta accortisi che era cristiano e portava con sé l'Eucaristia, a picchiarlo selvaggiamente. L'intervento del legionario romano Quadrato, anch'egli cristiano, servì a liberarlo dalle mani dei suoi aggressori, ma Tarcisio era ormai esanime. «Mentre un gruppo di malvagi si scagliava su Tarcisio volendo profanare l'Eucaristia da lui portata, egli, colpito a morte, preferì perdere la vita piuttosto che consegnare ai cani rabbiosi le membra celesti di Cristo»: sono le parole scritte nelle catacombe di san Callisto a Roma e che, giunte a noi attraverso varie testimonianze, ci raccontano proprio di Tarcisio. 
Patrono dei ministranti è anche san Domenico Savio, allievo di don Bosco morto poco prima di compiere i 15 anni.
Da molti è invocato come santo patrono anche san Luigi Gonzaga o San Nicola di Bari.

## Pastorale dei ministranti
I ministranti sono organizzati in gruppi liturgici parrocchiali con assistenti per la formazione e responsabili per l'organizzazione, a loro volta essi sono inseriti nei movimenti diocesani. Generalmente nelle diocesi esiste un progetto pastorale per i ministranti. Si entra a far parte del gruppo dopo un periodo di prova e di formazione, ricevendo il mandato durante una celebrazione e impegnandosi a svolgere al meglio il servizio.